# Cheltenham Township (comté de Montgomery, Pennsylvanie)
Pour les articles homonymes, voir Cheltenham (homonymie).
Le township de Cheltenham est situé dans le comté de Montgomery, dans l’État de Pennsylvanie, aux États-Unis. Lors du recensement de 2010, sa population s’élevait à 36 793 habitants.

## Démographie
| Groupe            | Cheltenham | Pennsylvanie | États-Unis |
| ----------------- | ---------- | ------------ | ---------- |
| Blancs            | 57,4       | 81,9         | 72,4       |
| Afro-Américains   | 31,1       | 10,9         | 12,6       |
| Asiatiques        | 7,7        | 2,8          | 4,8        |
| Métis             | 2,5        | 1,9          | 2,9        |
| Autres            | 1,1        | 2,4          | 6,2        |
| Amérindiens       | 0,2        | 0,2          | 0,9        |
| Total             | 100        | 100          | 100        |
|                   |            |              |            |
| Latino-Américains | 3,9        | 5,7          | 16,7       |

Selon l'American Community Survey, pour la période 2011-2015, 84,09 % de la population âgée de plus de 5 ans déclare parler anglais à la maison, alors que 3,94 % déclare parler l'espagnol, 1,97 % le coréen, 1,59 % un créole français, 1,55 % une langue chinoise, 0,78 % le vietnamien, 0,77 % le français, 0,56 % le russe, 0,50 % l'allemand et 4,25 % une autre langue.

## Source
- (en) Cet article est partiellement ou en totalité issu de l’article de Wikipédia en anglais intitulé « Cheltenham Township, Montgomery County, Pennsylvania » (voir la liste des auteurs).

1. ↑  (en) « Race and Hispanic or Latino Origin: 2010 », sur factfinder.census.gov.
2. ↑  (en) « Population of Pennsylvania - Census 2010 and 2000 », sur censusviewer.com.
3. ↑  (en) « Language spoken at home by ability to speak English for the population 5 years and over ».